# Dans Le Kartier
 (octobre 2020).
Dans Le Kartier est une web-série française de comédie créée, écrite par BDS, Bosh et Tigers. Le premier épisode est apparu le 5 décembre 2009 sur YouTube et Dailymotion.
L'histoire est centrée sur une bande d’amis issus de la banlieue parisienne et centralisés dans la cité du Valibout à Plaisir.
Elle met en scène la vie quotidienne de BDS, Bosh, Tigers, DAD, Gucci, Shark et Menez à travers des sketchs humoristiques. On retrouve de nombreux invités comme Mac Tyer, Sultan, Bedjik (Wati B) ou encore Zifou.

## Fiche technique
Dans Le Kartier est initialement une web-série.
- Titre original : Dans Le Kartier

- Réalisation : BDS, Tigers, Bosh

- Société de production : Mxe Productions Entertainment

- Durée d'un épisode : variable, 2 à 29 minutes

- Nombre d’épisodes : 57

- Pays :  France

- Chaînes : YouTube (dès 2009) et Dailymotion (dès 2009)

- Genre : comédie